# Rubén Ciraolo
Rubén Darío Ciraolo Petrucci es un exfutbolista argentino, actualmente es director técnico  en el Xirivella CF y comentarista en el programa Carrusel Deportivo de la Cadena Ser Valencia que conduce Kike Mateu (100.4 MHz), junto al que ya colaboraba en el programa Minuto y Marcador de Gestiona Radio Valencia (107.1 MHz) desde hace muchos años. 

## Trayectoria
Fue conocido como "La Chancha Ciraolo" en sus inicios en el fútbol amateur en el estadio "La Granja"
Fue un futbolista de la "Escuela de Fútbol" de Rosario Club Renato Cesarini, equipo en el que debutó como profesional (y donde recibió, en 1982, el premio al Mejor Deportista Amateur) antes de recalar durante varias temporadas en el Newell's Old Boys argentino de su ciudad natal, Rosario. En el año 1986 fue declarado, junto a sus compañeros en Newell's "Tata" Martino y "Chocho" Llop, como mejor centrocampista de la Liga Argentina.
En julio de 1987 fue fichado por el Valencia CF, entrenado en aquel momento por el también argentino Alfredo Di Stéfano con el equipo recién ascendido tras un breve paso de una temporada por segunda división. Dejó el conjunto levantino en 1989, un año después de que lo hiciese su valedor Alfredo Di Stéfano, para comenzar un nuevo periplo argentino por los equipos de San Lorenzo y Platense. Finalmente, su prematura retirada llegaría en verano de 1991, a la edad de 29 años.
Comenzó su carrera como entrenador como segundo de Jorge Solari en el CD Tenerife en la temporada 91/92 en 1.ª División. Poco después, ocupó el puesto de técnico deportivo en las categorías inferiores del Valencia CF. Tras desvincularse del conjunto ché, pasó a entrenar equipos tales como el Alcudia o el Puzol, consiguiendo con este último el ascenso a 3.ª División en la temporada 2003/04. 
Sin embargo, no sería hasta 2005, a su llegada al Burjassot CF por la destitución del hasta entonces técnico del equipo valenciano Miguel Cavero Lavernia, cuando debutó en 3.ª División, dejando este equipo al final de esa temporada. Dos años más tarde de haber firmado con el Burjasot, en 2007, vuelve a los banquillos de 3.ª División, en esta ocasión con el CP Villarrobledo al ocupar el puesto que deja vacante el anterior técnico roblense Ignacio Galindo. Rubén Darío Ciraolo continuaría en el conjunto manchego solo hasta concluir dicha temporada.
Desde 2005 trabajó como comentarista de partidos del Valencia en la cadena Punto Radio Valencia. Tras el cierre de dicha emisora en marzo de 2013, se incorporó en agosto de 2013 al equipo de Deportes de Gestiona Radio Valencia como comentarista de los partidos del Valencia CF en el programa "Minuto y Marcador", con la narración de Kike Mateu y la dirección de Luis Cortes.
Tras su paso como director deportivo de la Unió Benetússer Favara CF en la temporada 2013-2014, ha sido recientemente fichado por el CF Sporting Xirivella para fortalecer su escuela deportiva para la temporada 2017-2018.

## Selección nacional
Ha sido internacional con la Selección de fútbol de Argentina, aunque no llegó a debutar en partido oficial.

## Clubs

### Como jugador
- Club Renato Cesarini - 1982 - 1983[2]
- Newell's Old Boys  - 1983 - 1987
- Valencia CF - 1987 - 1989
- San Lorenzo de Almagro - 1989 - 1990
- Platense - 1990 - 1991

### Como entrenador
- Alcudia
- Unión Deportiva Puzol - 2003/04
- Burjasot CF - 2005/06 hasta 2006/07
- CP Villarrobledo - 2007
- Valencia CF (Alevines) - 2008/09 hasta 2009/10
- Asociación de Futbolistas del VCF - 2010/11 hasta 2012/14